# Leptodoras cataniai
Leptodoras cataniai és una espècie de peix de la família dels doràdids i de l'ordre dels siluriformes.

## Morfologia
- Els mascles poden assolir 19,4 cm de longitud total.[5]

## Hàbitat
És un peix d'aigua dolça i de clima tropical.

## Distribució geogràfica
Es troba a Sud-amèrica:  riu Negro i Canal Casiquiare (Brasil i Veneçuela).